# Вамошперч
Вамошперч (мађ. Vámospércs) град је у Мађарској. Вамошперч је један од градова у оквиру жупаније Хајду-Бихар.

## Географија
Вамошперч покрива површину од 58,2 km2 (22 sq mi) и има популацију од 5362 људи (2015).
Вамошперч се налази у источно-североисточном делу округа, близу границе са Румунијом. Налази се 20 километара источно од Дебрецина, седишта округа.
Суседна насеља: село Њирмартонфалва са севера, Њирачад са североистока, Њирабрањ са истока, Багамер са југоистока, Ујлета са југа, Дебрецин са запада и његово предграђе Халап.

## Историја
Вамошперч је насељен дуго времена, први пут се појавио у десетинској листи Варадске бискупије која је настала између 1291–1294 под именом Белперч, као власништво породице Гуткеледек. Након тога насеље је увек било настањено, па су мештани 1992. године с правом прославили 700 година свог места становања. Према уверењима, то је била царинарница и пре 1338. године, па се после тога у писаним изворима помиње као „Вамошперш“. Његову привилегију потврдио је и краљ Матија.
Важна година у животу насеља је била 1605. јер је те године Иштван Бочкај поклонио свој део имања у Вамошперчу својим хајдучким војницима, а око 108 породица је овде добило парцеле. Његова привилегија трговишта је више пута потврђена. Овде су се често одржавали општи састанци округа Хајду.
Године 1850.  постао је седиште окружног суда другог реда, а 1871. године до њега је стигла железница, чији је значај био већи у некадашњој територији.
Године 1876. договорено је укидање округа Хајду и организације округа Хајду, што је у случају Вамошперча значило да се, упркос својој 270-годишњој историји у Хајдуварошу, мора трансформисати из града са организованим већем у велику општину.
Због територијалних промена после Првог светског рата стављен је на периферни положај унутар земље, што је условило пропадање насеља. Ни после Другог светског рата њено стање се није поправљало, становништво је стално емигрирало.
У последњу деценију или две, међутим, било је охрабрујућих знакова, а велико село је одиграло централну улогу у животу Лигетаље. Свесни тога, челници насеља су 1997. године поднели захтев да се прогласи градом, како би последњи од некадашњих градова Хајдуа повратио статус града. Градску титулу су добили 2001. године.

## Становништво
Године 2001. 97% становништва насеља се изјаснило као Мађари, 3% Роми.
Током пописа из 2011. године, 89,7% становника се изјаснило као Мађари, 0,2% као Бугари, а 6,1% као Роми (10,3% се није изјаснило, због двојног идентитета, укупан број може бити већи од 100%). 
Верска дистрибуција је била следећа: римокатолици 7,2%, калвинисти 46,9%, гркокатолици 5,2%, неденоминациони 19,3% (19,9% није одговорило).